# Menehunes
 (septembre 2024).

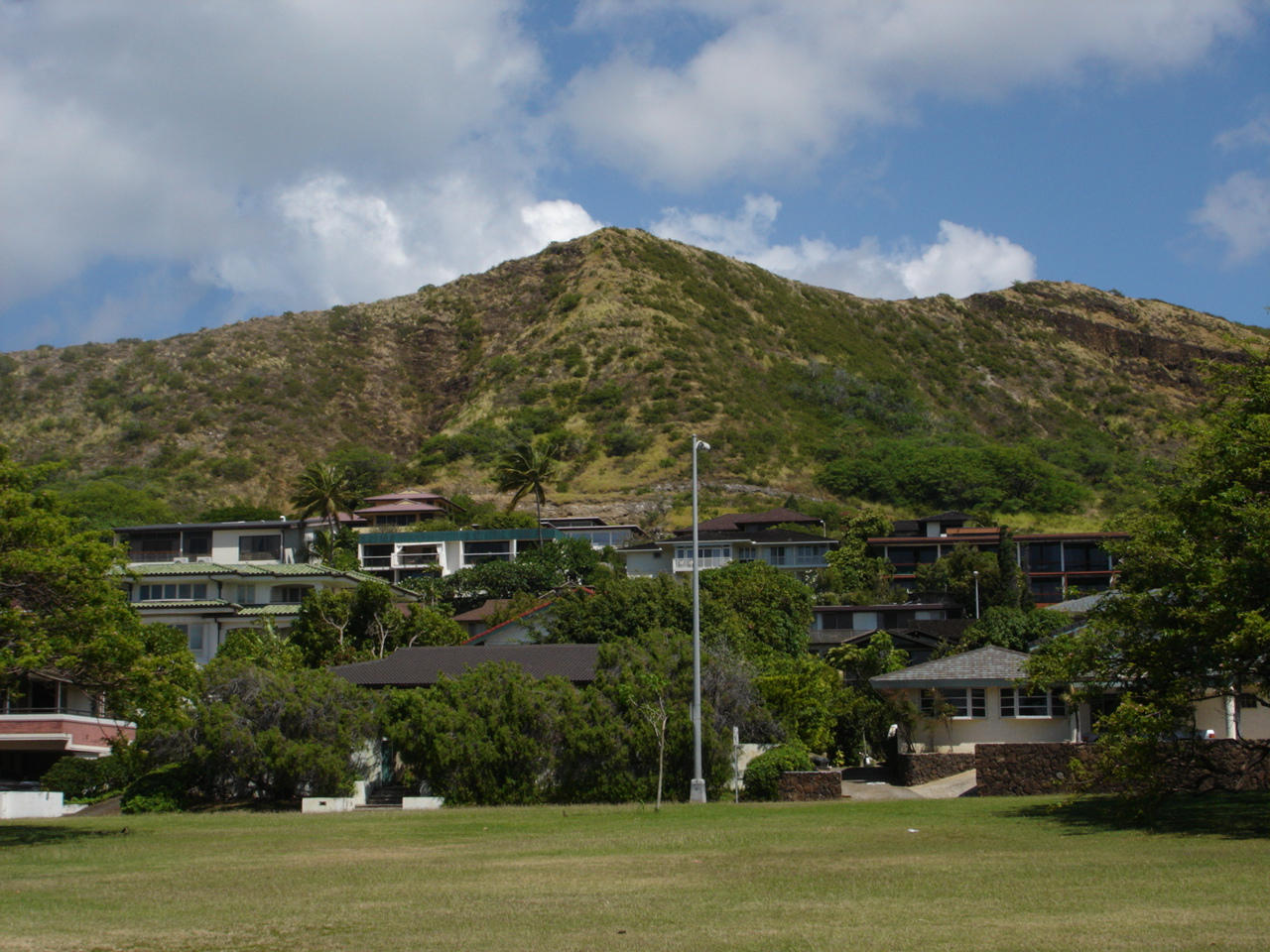
En 1951, les Menehunes sont accusés de défaire chaque nuit les travaux que les hommes accomplissent à Diamond Head, près d'Honolulu.

Les Menehunes sont un peuple de nains mythiques dans les croyances propres à l'archipel d'Hawaï. Ils forment l'un des peuples de nains les plus révérés, fameux bâtisseurs et travailleurs de la pierre, ils auraient construit des dizaines de temples près d'Honolulu et aux alentours.
Certains historiens ont théorisé que les Menehunes proviendraient d'une première vague d'occupations des îles Hawaiiennes par des migrants venus des Îles Marquises. Une vague d'immigration postérieure de peuples originaires de Tahiti ancêtres actuels des Hawaïens auraient opprimé ces premiers habitants qui se seraient retranchés et cachés dans les montagnes pour survivre. Les partisans de cette théorie soulignent un recensement de la population de Kauai où 65 habitants se seraient déclarés menehune. 
En 1951, les Hawaïens qui extraient des rochers à Diamond Head affirment que chaque nuit, les Menehunes défont le travail que les hommes accomplissent durant la journée. Ces nains font toujours l'objet de croyances au début du XXIe siècle, il n'est pas rare que des écoliers partent à leur recherche en compagnie de leurs professeurs.